# Mondorf-les-Bains
Mondorf-les-Bains (lussemburghese: Munneref; tedesco: Bad Mondorf) è un comune del Lussemburgo sud-orientale. Fa parte del cantone di Remich, nel distretto di Grevenmacher. È situato a ridosso del confine francese, formando di fatto un'unica conurbazione con il comune di Mondorff appartenente alla regione francese del Grand Est. Mondorf-les-Bains ospita una stazione termale (dalla quale deriva il suo nome) e l'unico casinò del Lussemburgo.
Nel 1945 un albergo della città (il Palace, risparmiato dalle distruzioni della guerra) fu scelto dagli Alleati per ospitare temporaneamente i prigionieri di guerra nazisti in attesa del processo di Norimberga. Durante l'occupazione alleata, il transito nella cittadina fu vietato dalle 19 alle 7 del mattino. Lo stato perdurò fino al 5 settembre, giorno nel quale gli imputati lasciarono la località lussemburghese, alla volta di Norimberga.
Nel 2005, la città di Mondorf-les-Bains, capoluogo del comune che si trova nella parte sud-orientale del suo territorio, aveva una popolazione di 2 812 abitanti. Le altre località che fanno capo al comune sono Altwies e Ellange.
È la città natale dei ciclisti Andy Schleck e Fränk Schleck e dell'artista circense John Grün.

## Amministrazione

### Gemellaggi
- Bad Homburg
- Coira
- Terracina[2]